# Hypodryas gillettii
Hypodryas gillettii är en fjärilsart som beskrevs av Barnes 1897. Hypodryas gillettii ingår i släktet Hypodryas och familjen praktfjärilar. Inga underarter finns listade i Catalogue of Life.